# Valentin Rode
Johann Valentin Rode (* 1752; † 18. Januar 1831 in Züschen) war ein deutscher Lehrer, Bürgermeister und Politiker.

## Leben
Rode war der Sohn des Matthias Rohde aus Hainchen. Er war evangelisch-reformiert und heiratete am 11. Mai 1779 in Züschen Sophia Christina Heimerich (getauft 31. Mai 1764 in Züschen; † 3. November 1809 ebenda), die Tochter des Bäckermeisters und Bürgermeisters George Andreas Heimerich und der Anna Martha Neumeyer. Die gemeinsame Tochter Anna Martha heiratete Christoph Emde, die Tochter Anna Catherine heiratete Conrad Hartmann.
Rode war von 1775 bis 1831 evangelisch-reformierter Schulmeister in Züschen. 1809 und 1831 wurde er auch als Magister, 1779, 1780 und 1821/22 auch als Stadtschreiber und 1821/22 zugleich als Organist und Kirchenprovisor bezeichnet. Von 1814 bis Herbst 1816 war er Bürgermeister der Stadt Züschen. Er war von um 1798 bis Herbst 1816 Mitglied des Landstandes des Fürstentums Waldeck. 1817 erfolgte der öffentliche Verkauf seines „auf dem Marktplatze stehenden Wohnhauses und des vor dem Unterthor liegenden Gartens“.